# Kosmos 140
Kosmos 140 war die Tarnbezeichnung für einen unbemannten Testflug des sowjetischen Sojus-Raumschiffs vom 7. bis 9. Februar 1967.

## Vorbereitung
Nachdem das erste Exemplar des Sojus-Raumschiffes (Kosmos 133) im November 1966 beim fehlerhaften Wiedereintritt gesprengt werden musste, und das zweite Exemplar im Dezember auf der Startrampe explodiert war, beschloss die Führung des sowjetischen Raumfahrtprogramms, dass der nächste Sojus-Start ein unbemannter Einzelflug werden sollte. Im Erfolgsfall würde darauf ein bemannter Doppelflug mit Rendezvous und Docking folgen.

## Flugverlauf
Der Start erfolgte am 7. Februar 1967 um 03:20 UT vom Kosmodrom Baikonur. Das Raumschiff erreichte problemlos die Erdumlaufbahn, Auf Grund eines fehlerhaften Sternensensors war eine korrekte Orientierung und Stabilisierung des Raumschiffs nicht möglich. Der sonnensynchrone Modus, bei dem die Solarzellen ständig zur Sonne ausgerichtet werden, konnte nicht etabliert werden, dadurch entluden sich die Batterien. Daneben wurde zu viel Treibstoff durch das Lageregelungssystem verbraucht.
Da das Raumschiff bei der Bremszündung am übernächsten Tag nicht korrekt ausgerichtet werden konnte, erfolgte der Abstieg steiler als geplant, was denn Landeort westwärts verschob. Noch im Weltraum entwich die Luft aus der Rückkehrkapsel, als sie sich vom Orbitalmodul trennte. Beim Wiedereintritt brannte sich an der Stelle eines Temperatursensors ein Loch von 30 × 100 mm Größe durch den Hitzeschild.
Das Fallschirmsystem arbeite planmäßig und das Raumschiff setzte weich auf der Eisdecke des zugefrorenen Aralsees – etwa 3 km vom Ufer entfernt – auf. Da die Kapsel vom Wiedereintritt noch stark erhitzt war, schmolz sie sich langsam durch das Eis und versank. Taucher mussten die Landekapsel aus 10 Metern Tiefe bergen.

## Auswirkungen auf das Sojus-Programm
Für den in neun Monaten bevorstehenden 50. Jahrestag der Oktoberrevolution war noch immer eine bemannte Umrundung des Mondes im Rahmen des Programmes Zond (UR-500K/L1) geplant. Es standen im Ergebnis der nicht erfolgreichen Sojus-Testflüge nur noch zwei Sojus-Raumschiffe für ein geplantes Rendezvousmanöver zur Verfügung. Bei einem weiteren unbemannten Testflug hätte diese nach der Katastrophe von Apollo 1 spektakuläre und propagandistisch verwertbare Mission abgesagt werden müssen. Trotz der aufgetretenen Pannen beschloss die Leitung des sowjetischen Raumfahrtprogrammes daher, dass kein weiterer unbemannter Testflug nötig sei, weil eine Besatzung alle aufgetretenen Probleme gelöst hätte. Als nächste Mission wurde daher für April das Rendezvous von Sojus 1 und Sojus 2 im All geplant. Zwei wesentliche Mängel, die zum Absturz des jetzt folgenden bemannten Raumschiffs Sojus 1 führten, waren während dieses Testflugs nicht aufgetreten. Es gab keine Kontaminierung des Hauptschirmcontainers im Autoklaven durch eindringende Bindemittel. Daneben führte die Dekompression der Kabine zum Wegfall der sonst auftretenden erheblichen Druckdifferenz zwischen Kabinen- und Außenatmosphäre, welche den in der Druckkabine befindlichen und ab ca. 10 km Höhe geöffneten Fallschirmcontainer komprimieren und damit das Ausziehen des dicht gepackten Hauptschirmes behindern kann. Der Hauptfallschirm entfaltete sich u. a. wegen der für eine mögliche Besatzung tödlichen Dekompression. Die verantwortungslose Entscheidung der Verantwortlichen zur bemannten Fortsetzung des Programmes führte damit unmittelbar zur katastrophal verlaufenden Mission von Sojus 1.

## Vergleich mit dem US-Raumfahrtprogramm
Einige Tage vor dem Start von Kosmos 140, am 27. Januar 1967, hatte die NASA einen schweren Rückschlag erlitten. Drei Astronauten waren bei einem Brand des Raumschiffs Apollo-1 während eines Bodentests ums Leben gekommen, wodurch alle bemannten Flüge vorerst ausgesetzt wurden. Trotzdem blieb es die erklärte Absicht der NASA, bis Ende 1969 eine bemannte Mondlandung durchzuführen. Die Erreichung dieses Zieles war zu diesem Zeitpunkt jedoch ungewiss. Nicht nur das Apollo-Raumschiff musste grundlegend überarbeitet werden, auch die Entwicklung der Mondlandefähre ging langsamer voran als geplant.
Trotz des Rückschlages mit Kosmos 140 plante das ZKBEM in der Sowjetunion noch für das Frühjahr 1967 die erste Kopplung zweier Raumfahrzeuge und den ersten Mannschaftsaustausch in der Erdumlaufbahn. Diese Aktivitäten waren für ihr nur langsam vorankommendes Programm einer bemannten Mondlandung essentiell. Daneben hoffte man, damit weitere Erstleistungen zu verbuchen. Gleichzeitig arbeitete man gemeinsam mit dem ZKBM intensiv am Mondumrundungsprojekt Zond, bei dem eine modifizierte Kommando- und Rückkehrkapsel des Sojus-Raumschiffes verwendet wurde. Im Rahmen dieses Projekts gelang am 10. März 1967 der erste unbemannte Start dieser Raumschiffversion unter der Tarnbezeichnung Kosmos 146 mit einer Proton-Trägerrakete (UR-500K/D). Eindeutige Informationen, ob bei diesem Jungfernflug die Rückführung des Raumschiffs vorgesehen war, liegen bis heute nicht vor.
Damit war es im Frühjahr 1967 noch offen, ob der Sowjetunion oder den USA der erste bemannte Flug zum Mond gelingen würde.